# Матросово (Калмыкия)
Матро́сово (калм. Хойрдгч Ик Чонс) — село в Яшалтинском районе Калмыкии, входит в состав Красномихайловского сельского муниципального образования.
Население — 371 человек (2010)

## История
Основано как хотон Икичоносова рода. Хотон (Икичуносова рода) зайсанга Маллы Санджиева значится в Списке населённых мест Ставропольской губернии по сведениям 1873 года. В 1873 году в хотоне числилось 447 дворов (кибиток), в которых проживало 1202 человека, имелись 1 деревянный хурул, 1 в кибитке, 1 деревянный дом, 1 саманный, 1 амбар для ссыпки хлеба.
Сохранилось описание местного хурула:

Большой Чоносский хурал Раши-Гомонг находится в урочище Джалге Икичиносова рода. Это самый ближайший хурал к Княземихайловскому поселку… Хурал деревянный и без ограды, хотя недавно обшит тесом и выкрашен в восточном вкусе. В основании он имеет четырёхугольный крест, а поэтому состоит из 3 комнат: южная — малая служит для сеней, средняя — большая — для хурала, а северная — самая малая, в ней помещается ниша с такилийн-ширя. Последняя комната от центральной отделяется двумя задвижными решетками из дерева и не имеет ни одного окна; вследствие чего в ней царит полный мрак, когда решетки бывают задвинуты. Она называется «бурхани-орон» (божеское царство). По средине ниши стоит Бакша-геген, но без чашки; вправо от него желтолицый Майдари с 4 лицами и 10 руками, в двух последних он держит чашку и жезл; влево—гора Сумеру обычного устройства в 1 аршин величиной. На стенах висят шутены и другие изображения… В северо-восточном углу хуральной комнаты поставлена колоссальная манийн-кюрде о 3 цилиндрах и выкрашена в бледно-желтую краску; в северо-западном углу стоит величественная Сумеру, сделанная из стекла… Жилища хураваков разбросаны около хурала.
— «Буддийское мировоззрение или ламаизм и обличение его»
К 1917 году на землях Ики-Чоносова рода образовалось 2 аймака: 1-й и 2-й Ики-Чоносы. 2-й Ики-Чоносовский аймак располагался у реки Джалга. 2-й Ики-Чоносы отмечен на карте Калмыцкой АССР 1928 года. Позднее 2-й Ики-Чонос стал центром самостоятельного сельсовета. На карте РККА 1936 года отмечен как 2-й Чонос, к юго-востоку от 2-го Чоноса располагались посёлки Зун и Тихон. В 1938 году 2-й Ики-Чоносовский сельсовет вошёл в состав нового Яшалтинского улуса, образованного в результате разукрупнения Западного улуса.
В годы Великой Отечественной войны 2-й Ики-Чонос, как и другие населённые пункты района, был кратковременно оккупирован (освобождено в январе 1943 года).
28 декабря 1943 года калмыцкое население было депортировано. Село, как и другие населённые пункты Яшалтинского улуса Калмыцкой АССР было передано в состав Ростовской области. В августе 1949 года хутор Ики-Чонос 2-го Ики-Чоносовского сельсовета был переименован в село Матросово, а сельсовет — в Матросовский. В июне 1954 года Матросовский сельсовет был ликвидирован, территория присоединена к Красномихайловскому сельсовету.
Калмыцкое население стало возвращаться после отмены ограничений по передвижению в 1956 году. Село возвращено вновь образованной Калмыцкой автономной области в 1957 году.
В 1963 году в Матросово была размещена школа-интернат. К 1989 году в селе проживало около 540 человек.
Глубокий финансово-экономический кризис 1990-х годов привёл к свёртыванию сельскохозяйственного производства и значительному сокращению численности населения села.

## Физико-географическая характеристика
Село расположено на востоке Яшалтинского района, в пределах Ставропольской возвышенности, по правому берегу реки Джалга, на высоте 48 м над уровнем моря. Рельеф местности равнинный. В окрестностях села распространены чернозёмы маломощные малогумусные и темнокаштановые почвы различного гранулометрического состава.
По автомобильной дороге расстояние до столицы Калмыкии города Элиста составляет 200 км, до районного центра села Яшалта — 38 км, до административного центра сельского поселения села Красномихайловское — 4,3 км. К посёлку имеется подъезд от автодороги Яшалта — Дивное.
Согласноклассификации климатов Кёппена-Гейгера посёлок находится в зоне континентального климата с относительно холодной зимой и жарким летом (Dfa). Среднегодовая норма осадков — 421 мм, наибольшее количество осадков выпадает в июне — 52 мм, наименьшее в феврале и марте — по 25 мм.

## Население
| 2002 | 2010 |
| ---- | ---- |
| 373  | ↘371 |

Национальный состав
Согласно результатам переписи 2002 года большинство населения посёлка составляли русские (63 %) и калмыки (27 %)

## Социальная сфера
В селе действует Матросовская начальная школа, Матросовский специальный коррекционный детский дом-интернат.

## Достопримечательности
- Ступа Просветления. Открыта в 2007 году. Высота субургана — около четырёх метров[19]